# MOB GDe 4/4
Als GDe 4/4 werden die sechs elektrischen Lokomotiven bezeichnet, die 1983 von der Schweizerischen Lokomotiv- und Maschinenfabrik (SLM) und Brown, Boveri & Cie. (BBC) ausgeliefert wurden. Vier gingen damals an die Montreux-Berner Oberland-Bahn (MOB) und zwei an die Chemins de fer fribourgeois Gruyère–Fribourg–Morat (GFM). Die MOB erwarb 2008 die beiden GFM-Maschinen, so dass heute alle sechs der MOB gehören.

## Geschichte
Die MOB setzte fast 80 Jahre hauptsächlich auf Triebwagen. Einzig die beiden Gepäcktriebwagen DZe 6/6 konnten als Lokomotiven bezeichnet werden. Der Erfolg des Panoramic-Express führte aber dazu, dass man erstmals reine Lokomotiven beschaffte. Die damals übliche Bespannung mit je zwei umgebauten BDe 4/4 3003–3006 erlaubte lediglich die Traktion von je vier Wagen. Für die Verlängerung auf fünf Wagen war ein leistungsfähigeres Fahrzeug notwendig, zudem sollten Doppeltraktionen vermieden werden. Auch der Güterverkehr spielte damals noch eine bedeutende Rolle. So liess die MOB bei der Industrie eine Universal-Lokomotive mit der Achsfolge Bo'Bo' entwickeln, welche die von der damaligen Stromversorgung des MOB-Netzes her gegebene Leistungsgrenze ausnutzen sollte. Weil man beim Panoramic-Express auf einen Gepäckwagen verzichten wollte, erhielten sie in der Mitte ein kleines Gepäckabteil, was aber in den Augen der MOB nicht rechtfertigte, die Fahrzeuge als Gepäcktriebwagen De 4/4 zu bezeichnen. Die Lokomotiven erhielten die von den hergebrachten Regeln abweichende Bezeichnung GDe 4/4, die in dieser Form gar nicht vorgesehen war. Das Pflichtenheft sah vor, dass die Lokomotive auf einer 70-Promille-Rampe einen 110 Tonnen schweren Zug mit 40 km/h bergauf ziehen können muss.
Die vier MOB-Lokomotiven wurden im Herbst 1981 bestellt. Dabei wurde ein fester Kaufpreis von 3,2 Millionen Schweizer Franken je Lokomotive festgelegt. Dieser Bestellung schloss sich die GFM anfangs 1982 mit zwei Lokomotiven an, weil die GFM infolge Profilerweiterung und der Beschaffung von Vevey-Rollböcken auf dem Gesamtnetz Normalspurgüterwagen befördern konnte. Dies liess ein Ansteigen des Güteraufkommens auf dem Netz der GFM erwarten. Für diesen Mehrverkehr gab es kaum andere geeignete Fahrzeuge. Allerdings war der Güterverkehr später rückläufig und die Laufleistungen der Lokomotiven reduzierten sich stark. Der verbleibende Verkehr konnte von den neuen Triebwagen Be 4/4 121–124 abgewickelt werden, deshalb verkaufte die GFM im Jahr 2007 ihre beiden Maschinen an die MOB. Im Gegensatz zur MOB besteht bei den GFM-Personenzügen kein Bedarf für Lokomotiven dieser Leistungsklasse.
Die Lokomotive 6003 stellte am 3. November 1983, zwischen Zweisimmen und Lenk, mit 110 km/h einen europäischen Geschwindigkeitsrekord auf Meterspur auf. Dieser Rekordwert wurde später bei den RhB egalisiert. Am 20. Dezember 2010 erreichte dann ein RhB ABe 8/12 im Vereinatunnel eine Geschwindigkeit von 145 km/h.

## Technisches
Die Lokomotiven wurden von SLM und BBC hergestellt. Das Kastenkonzept entsprach weitgehend der FO Deh 4/4 II, während die Drehgestellbauart von der FO Ge 4/4 III übernommen wurden.
Der Lokomotivkasten ist in selbsttragender Leichtstahlbauart mit gesickten Wänden ausgeführt. Ab 2005 wurden bei fünf Lokomotiven die Seitenwandsicken mit Blechtafeln verdeckt, um Werbegestaltungen anbringen zu können. An den Fahrzeugenden ist eine markante Übergangsbrücke angeordnet, die zugleich auch Zug- und Stosskräfte auf den Wagenkasten ableitet. Oberhalb der bei der MOB üblichen Mittelpufferkupplung mit darunterliegender einfacher Schraubenkupplung befindet sich eine zur Seite klappbare Kupplungseinrichtung für den Rollbockbetrieb. Die äusseren Zugangstüren befinden sich jeweils an der Frontseite, in Fahrtrichtung links. Die restlichen zwei Drittel werden von einer einzigen beheizbaren Frontscheibe eingenommen. In der Mitte der Längsseite befindet sich das innenliegende Gepäcktor. Der Gepäckraum ist durch diese beiden Tore sowie durch die mittig in der Rückwand des Führerstands eingebaute Türe zugänglich.
Die Drehgestelle sind als Hohlträgerrahmen ausgeführt, der Kasten stützt sich über vier Flexicoil-Federpaare ab. Die Zugkraftübertragung vom Drehgestellrahmen zum Wagenkasten erfolgt über eine an einer tief liegenden Traverse angebrachten Stange, die in Gummielementen gelagert ist. Als Primärfeder der Radsätze sind Schraubenfedern eingebaut. Jede Achse besitzt ihren eigenen Triebmotor, welcher seine Kraft über einen BBC-Schiebelagerantrieb überträgt. Dieser weiterentwickelte Tatzlagerantrieb gestattet eine freie Querbewegung der Achse sowie eine vertikale Einfederung von Achse und Motor. Der Motor stützt sich auf der einen Seite mit einem Zylinderrollenlager auf der Achse, auf der anderen Seite über ein Gummielement auf dem Drehgestellrahmen ab.
Die Lokomotive besitzt eine Druckluftbremse, welche die Vakuumanhängerbremse mit ansteuert. Die Druckluftbremse wurde auch für den Rollbockverkehr benötigt, später begann die MOB mit der generellen Umstellung auf Druckluftbremse, sodass heute beide Bremssysteme miteinander im Einsatz sind. Als Hand- beziehungsweise Feststellbremse ist eine Federspeicherbremse eingebaut, diese wirkt auf je eine Achse pro Drehgestell. Zusätzlich sind vier Magnetschienenbremsen angebracht.
Die elektrische Ausrüstung ist soweit möglich im Wagenkasten in vier Apparateschränken untergebracht. Auf dem Dach befinden sich die beiden Einholmstromabnehmer, der Überspannungsableiter und als Hauptschalter ein Gleichstrom-Schnellschalter des Typs UR26. Die Batterien und das Ladegerät sind unterflur montiert. Als Fahrmotoren sind vier vierpolige unkompensierte Wellenstrommotoren des Typs 4 FRO 3238 eingebaut.
Die Ansteuerung der Fahrmotoren erfolgt über eine sogenannte Chopper-Steuerung. Die Gleichstromsteller arbeiten mit einer Frequenz von 440 Hertz. Insgesamt sind fünf gleiche luftgekühlte Stellereinheiten eingebaut. Eine speist die vier in Serie geschalteten Erregerwicklungen der Fahrmotoren, während die anderen vier jeweils für einen der Fahrmotor den Ankerstrom liefern.
Die Grenzwerte der eingebauten Chopper-Steuerung liegen zwischen 600 und 1050 Volt Gleichstrom. Die Nennwerte für die Fahrleitungsspannung bei den beiden Bahnen betragen 850 Volt bei der MOB und 900 Volt bei der GFM.
Es ist ein Rekuperationsbremse eingebaut, welche mit einer Widerstandsbremse kombiniert ist. Es ist somit auch bei schlechten Netzverhältnissen möglich, die volle elektrische Bremsleistung zu erbringen.
Der Einbau der Zugsicherung bei der MOB erfolgte 1989, bei den ehemaligen GFM-Lokomotiven hingegen erst 2007.
Ab Werk waren die MOB-Lokomotiven passend zum Panoramic-Express blau/crème lackiert, die GFM-Lokomotiven silber/orange. Heute (2017) trägt die 6001 Werbung «Raiffeisen/musee-chateau-doex.ch», 6002 ist nachtblau mit Namen «Isabelle von Siebenthal», 6003 golden «Train du Chocolat», 6004 nachtblau/crème (Crystal Panoramic Express), 6005 gold/weiss gestreift, 2018 rot mit Werbung für das Fête des Vignerons, seit 2019 dunkelblau/crème, 6006 trägt Werbung «Aigle les Murailles».

## Betriebliches
Anfänglich war keine Vielfachsteuerung vorgesehen, da die Energieversorgung eine Doppeltraktion gar nicht zuliess. Die Möglichkeit einer Fernsteuerung von einem Steuerwagen wurde bei den MOB-Lokomotiven aber recht schnell nachgerüstet. Diese erlaubt heute auch eine Vielfachsteuerung mit diesen Lokomotiven oder den Ge 4/4. Heute erlaubt die verbesserte Stromversorgung auch Doppeltraktionen.
Der erste Dienstplan sah vor, dass zwei Lokomotiven die schwersten Reisezüge zwischen Montreux und Zweisimmen zogen (erster Umlauftag Zugnummern 213, 20, 125, 32 und 137, zweiter Umlauftag Zugnummern 114, 19, 222, 29 und 123), was zu einer Tagesleistung von 312 Kilometern führte. Die dritte Lokomotive war für Rollbockzüge vorgesehen, während die vierte Lokomotive in Reserve stand.
Die sechs Lokomotiven werden bis heute mit dem Panoramic-Express sowie in anderen über die ganze Strecke durchlaufenden Zügen eingesetzt, teilweise mit Steuerwagen. Eine Lokomotive führt saisonal den train du Chocolat nach Broc-Fabrique bzw. Gruyères. Seit dem 2016 begonnenen Umbau diverser Wagen und der Ge-4/4-Lokomotiven auf automatische Schwab-Kupplung führen die GDe 4/4 alle Züge, die mit Wagen mit Mittelpuffer ausgestattet sind.